# قصر مارينسكي

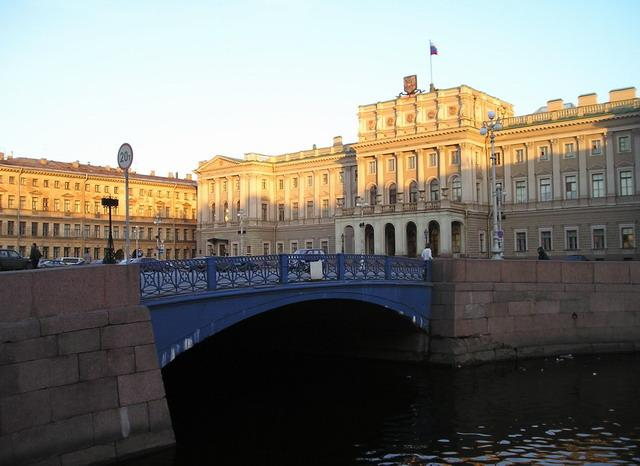

قصر ماريانسكي (بالروسية:Мариинcкий дворец)،في مدينة سانت بطرسبرغ بروسيا. تم بناؤه بين عامي 1839 و1844 لتصميم المهندس المعماري أندريه ستاكينسايدر روسي الأصل .